# Anna-Lena Laurin
Anna-Lena Laurin, född 31 oktober 1962, är en svensk tonsättare och pianist bosatt i Malmö. Anna-Lena har komponerat på beställning för orkestrar/solister/dirigenter så som Kungliga Filharmonikerna, Malmö Operaorkester, Camerata Nordica, Norrlandsoperan, Helsingborgs symfoniorkester, Orquesta Sinfónica Municipal de Mar del Plata, Argentina, Sveriges Radio, Håkan Hardenberger, Göran Söllscher, koloratursopranen Piia Komsi, Fredrik Malmberg, Anders Bergcrantz, Richie Beirach, Andrew Manze, Anna-Maria Helsing, Mats Rondin, Gitta-Maria Sjöberg och Thomas Söndergaard bland många, många andra och hennes musik framförs runt om i världen på konserter såväl som i radio och TV.
Genom sitt symfoniska orkesterverk The Painter och CD:n Anders Bergcrantz Plays The Painter by Anna-Lena Laurin har hon prisats som Composer of the Year #2 på The 37th Annual Jazz Station Awards / The Best Jazz of 2015 i Los Angeles.
Hon är Composer in residence 2014–2016 hos Camerata Nordica, vars konstnärlige ledare är Oslofilharmoniens konsertmästare Terje Tönnesen, och hon utsågs av Sveriges Radio till Årets Kompositör/Jazzkatten 2013. Anna-Lenas verk Concerto for Flute, Strings and Harp' och "Concerto for guitar' nominerades av SMFF till ett av de mest betydande verken i Sverige åren 2011/2016.
Sin professionella bana startade hon som jazzpianist och jazzsångerska men arbetar idag till största delen som klassisk tonsättare.

## Priser och utmärkelser
- 1992–2019 – Stipendier och priser från Föreningen svenska tonsättare (FST), Sveriges kompositörer och textförfattare (SKAP), STIM, Helge Ax:son Johnson, Crafoordska stiftelsen, Konstnärsnämnden och Statens kulturråd, Svensk Finska Kulturfonden.
- 1995 – Tredje pris i Academie de Musique, Prince Rainer III for Dance in Musuic
- 1995 – Malmö stads kulturpris
- 2001 – Stipendium från Kungliga Musikaliska Akademien
- 2011 – "Concerto for flute strings and harp" nominerad till Musikförläggarnas Pris.
- 2012 – Eslövs kommuns kulturpris
- 2013 – Sveriges Radios Jazzkatten/Årets kompositör[1]
- 2015 – Composer of the Year #2 på The 37th Annual Jazz Station Awards / The Best Jazz of 2015 i Los Angeles.
- 2016 – Electric piano #6 (för CD:n Iris Bergcrantz, Different Universe)The 38th Annual Jazz Station Awards / The Best Jazz of 2016 i Los Angeles.
- 2016 – Keyboard #6 (för CD:n Iris Bergcrantz, Different Universe)The 38th Annual Jazz Station Awards / The Best Jazz of 2016 i Los Angeles.
- 2016 – Composer of the Year #4" (för DVD:n Iphigenia, producerad för SVT)The 38th Annual Jazz Station Awards / The Best Jazz of 2016 i Los Angeles.

- 2016 – Best DVD of the Year #2(för DVD:n Iphigenia, producerad för SVT)The 38th Annual Jazz Station Awards / The Best Jazz of 2016 i Los Angeles.

- 2016 – "Concerto for Guitar" komponerad till Göran Söllscher, nominerad till Musikförläggarnas Pris.

- 2019 – Malmö Stads Kulturstipendium för värdefulla insatser under lång tid.
- 2022 – Tilldelad Guldnålen av föreningen Jazz i Malmö[2]

## Diskografi
- 1994 – Dance in Music (jazzkompositör, jazzpianist och jazzvokalist)
- 1997 – Vakna min bulle (kompositör, jazzpianist och jazzvokalist)
- 2002 – Sång till mormor (pianist, vokalist och kompositör, klassisk och jazz)
- 2007 – Piece from the Silence (tonsättare, symfonisk och kammarmusik)
- 2013 – Anders Bergcrantz plays The Painter by Anna-Lena Laurin (symfonisk tonsättare)
- 2015 – Iris Bergcrantz Different Universe (jazzpianist)
- 2017 – Anders Bergcrantz Soulfully Yours (jazzpianist och jazzkompositör)
- 2019 - Quests (tonsättare orkester/opera)
- 2019 - Shards of Time (tonsättare, kammarmusik)
- 2019 - Bergcrantz Laurin Fjeldsted Trio Julsånger (jazzpianist och arrangör)
- 2020 - Iris Bergcrantz Young Dreams (arrangör  till symfoniorkester och jazz pianist)